# Danmarks damlandslag i basket
Danmarks damlandslag i basket representerar Danmark i basket på damsidan. Laget deltog första gången i Europamästerskapet 1954

### Fotnoter
1. ↑  Todor Krastev (11 mars 1952). ”Women Basketball III European Championship 1952 Moskva (URS) - 18-25.05 Winner Soviet Union” (på engelska). Sport Statistics. Arkiverad från originalet den 28 maj 2012. https://web.archive.org/web/20120528084402/http://todor66.com/basketball/Europe/Women_1952.html. Läst 23 juni 2015.